# Gipskräuter
Die Gipskräuter (Gypsophila) sind eine Pflanzengattung innerhalb der Familie der Nelkengewächse (Caryophyllaceae). Der Trivialname „Gipskraut“ rührt daher, dass manche Arten der Gattung auf Gipsgestein wachsen.

## Beschreibung

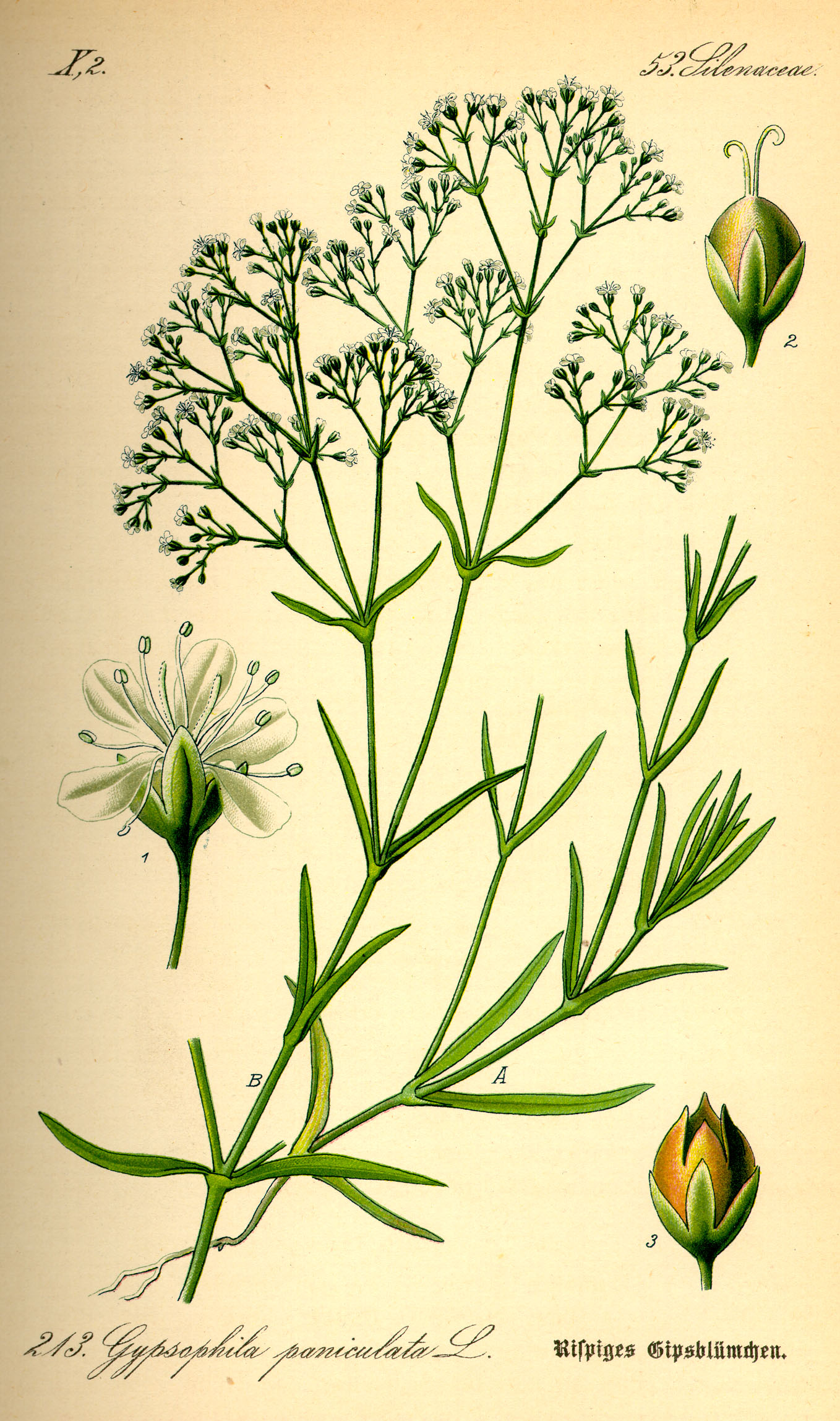
Illustration des Rispigen Gipskraut (Gypsophila paniculata)

### Vegetative Merkmale
Bei Gipskraut-Arten handelt es sich um einjährige oder ausdauernde krautige Pflanzen, seltener auch Halbsträucher. Die gegenständig angeordneten Laubblätter sind oft fleischig, bläulich grün und linealisch bis lanzettlich.

### Generative Merkmale
Die endständigen Blütenstände sind dichasiale Zymen, Schirmtrauben, Rispen oder selten Köpfchen, die viele Blüten enthalten. Die Tragblätter sind meist trockenhäutig, selten laubblattähnlich.
Die meist zwittrigen Blüten sind radiärsymmetrisch und fünfzählig mit doppelter Blütenhülle. Als Mitglieder der Unterfamilie der Caryophylloideae sind ihre Kelchblätter glocken- oder trichterförmig, selten zylindrisch, verwachsen. Der Kelch ist durch trockenhäutige und grüne Längsstreifen streifig und endet in fünf Kelchzähnen. Die fünf meist weißen bis rosafarbenen, oft aber auch ein wenig rötlichen, manchmal mit purpurfarbenen Adern Kronblätter sind länglich oder verkehrt eiförmig, an ihrer Basis mehr oder weniger gleichmäßig in den Nagel verschmälert und an der Spitze gerundet oder ausgerandet. Es sind zehn Staubblätter vorhanden. Die einkammerigen Fruchtknoten sind kugelig oder eiförmig und enthalten viele Samenanlagen. Es sind meist zwei, selten drei Griffel vorhanden. Es ist kein Gynophor vorhanden.
Die Kapselfrüchte sind kugelig, eiförmig oder länglich und vierklappig. Die Samen sind fast nierenförmig, abgeflacht und warzig.

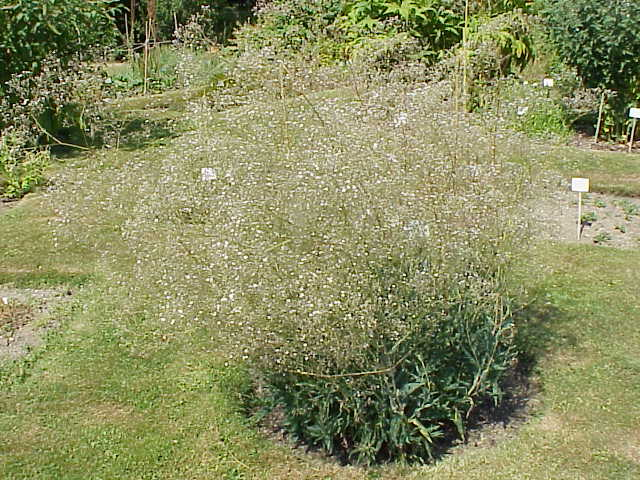
Gypsophila acutifolia

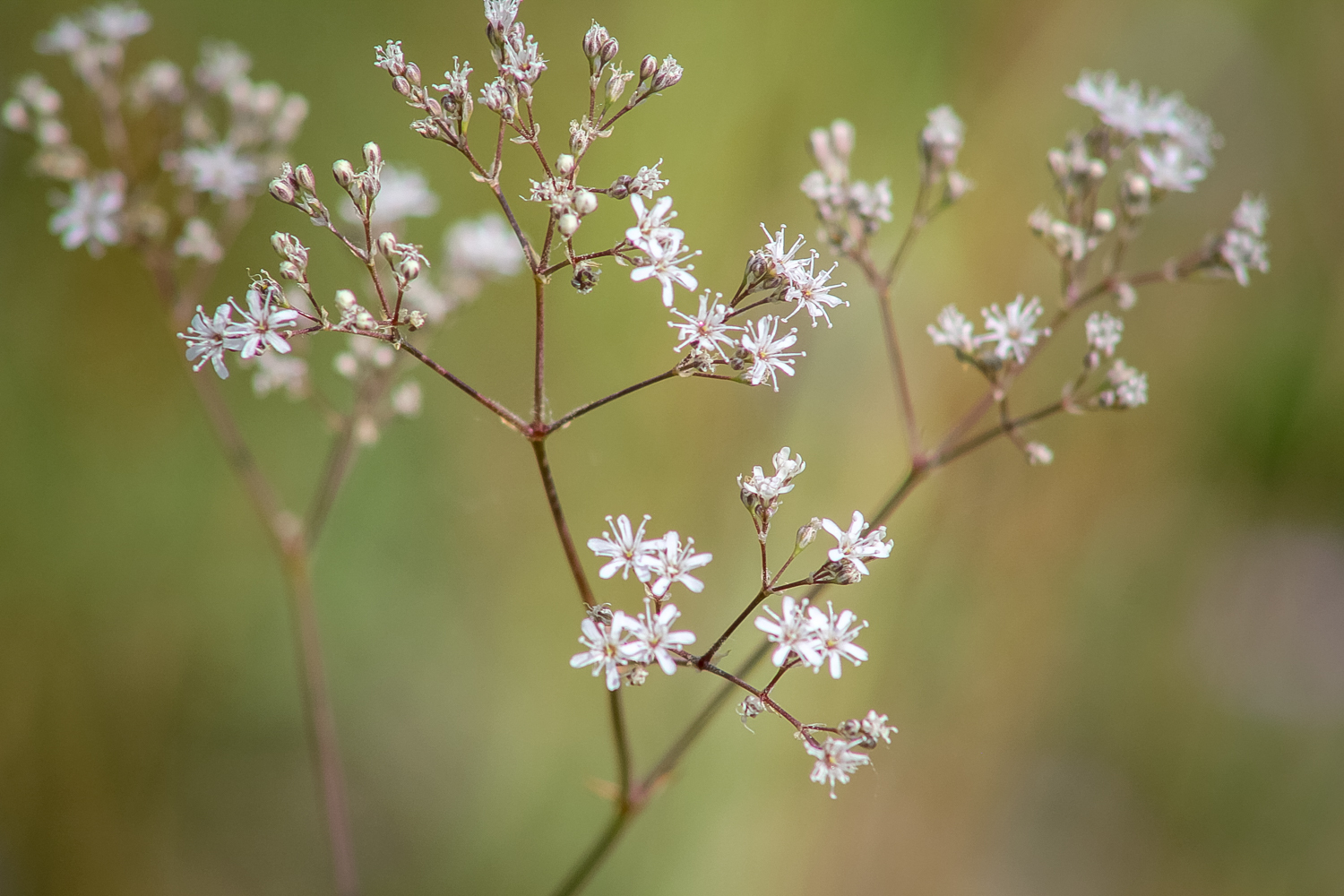
Ausschnitt eines Blütenstandes von Gypsophila altissima mit typischer Verzweigung

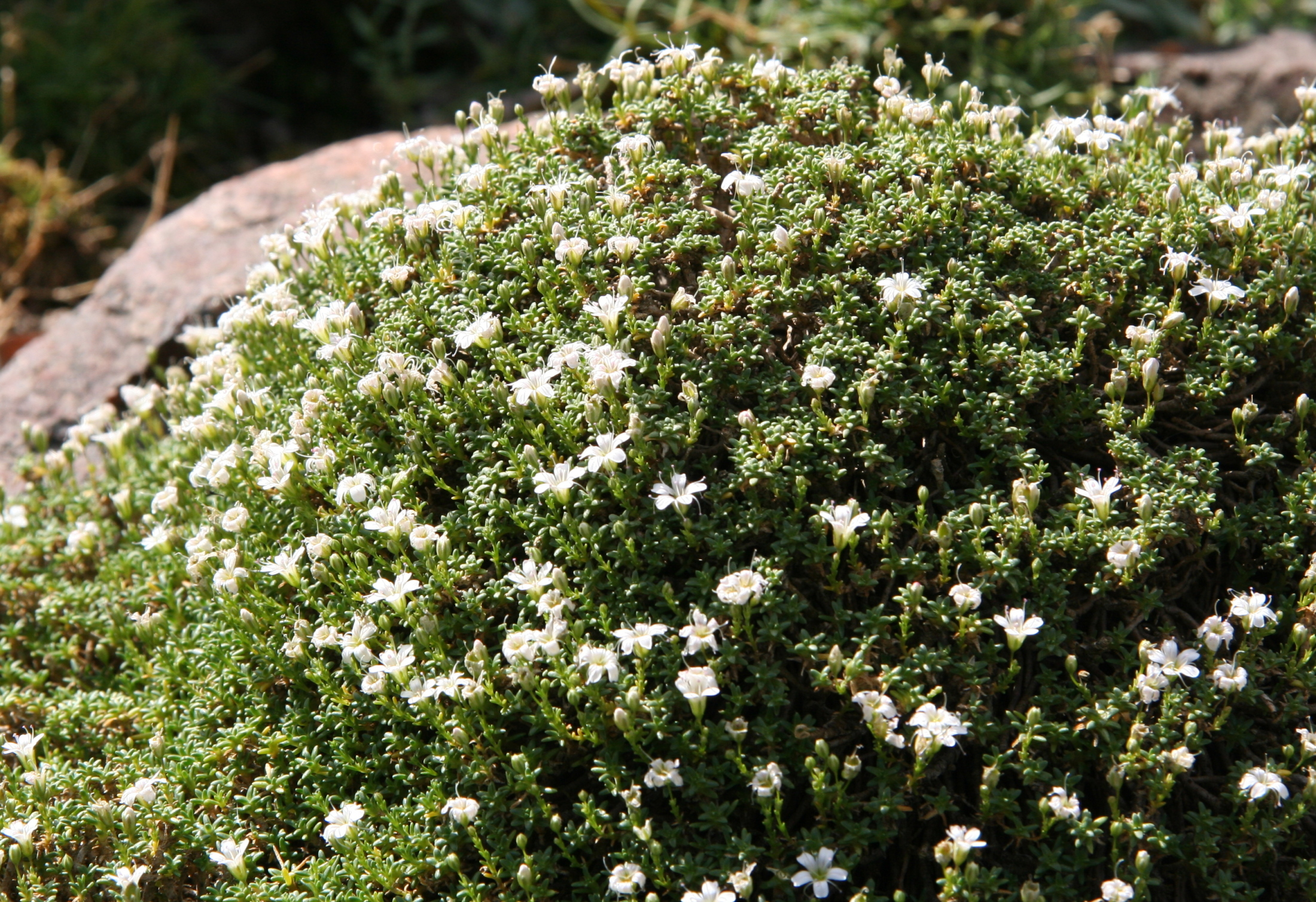
Polster-Gipskraut (Gypsophila aretioides)

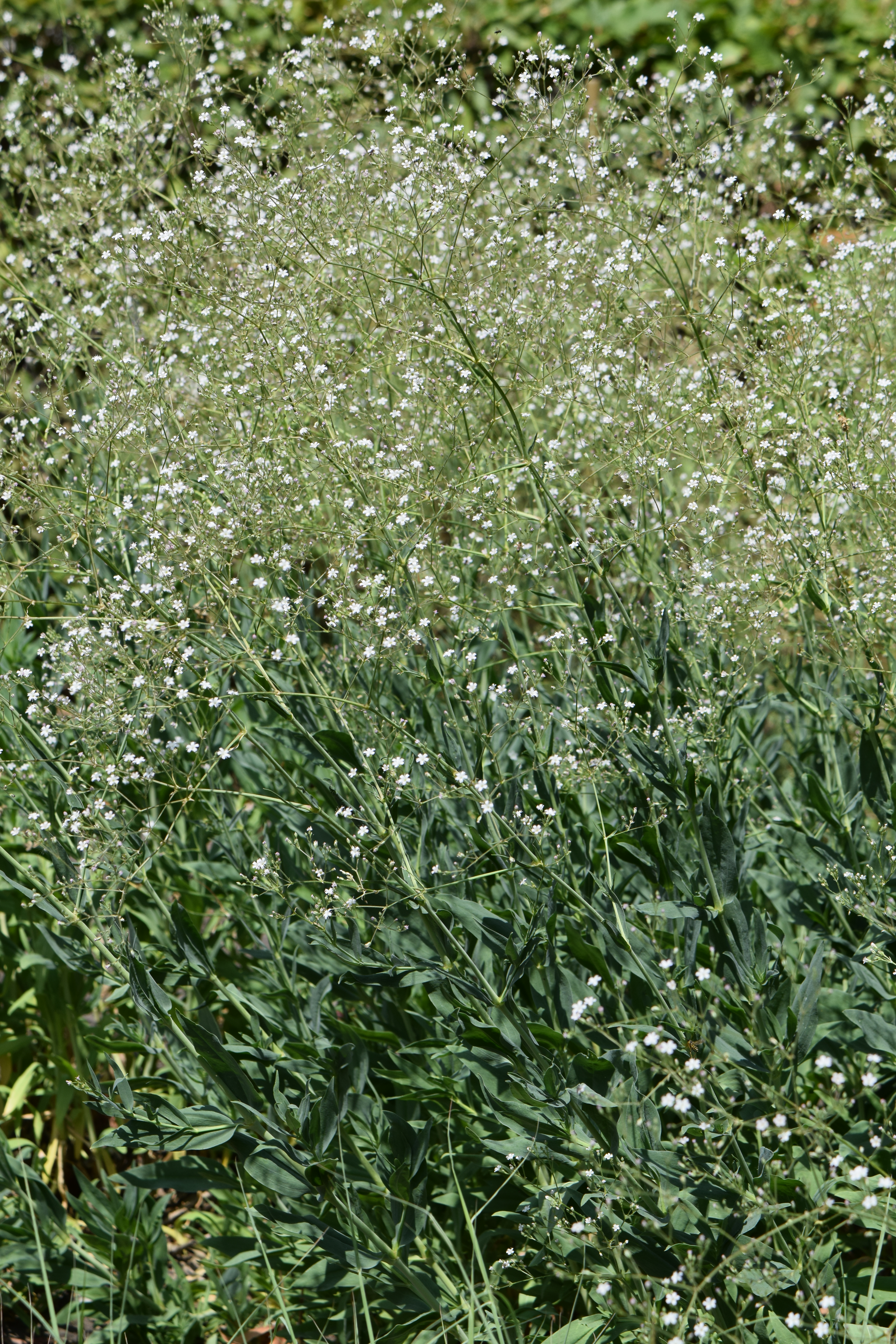
Gypsophila bicolor

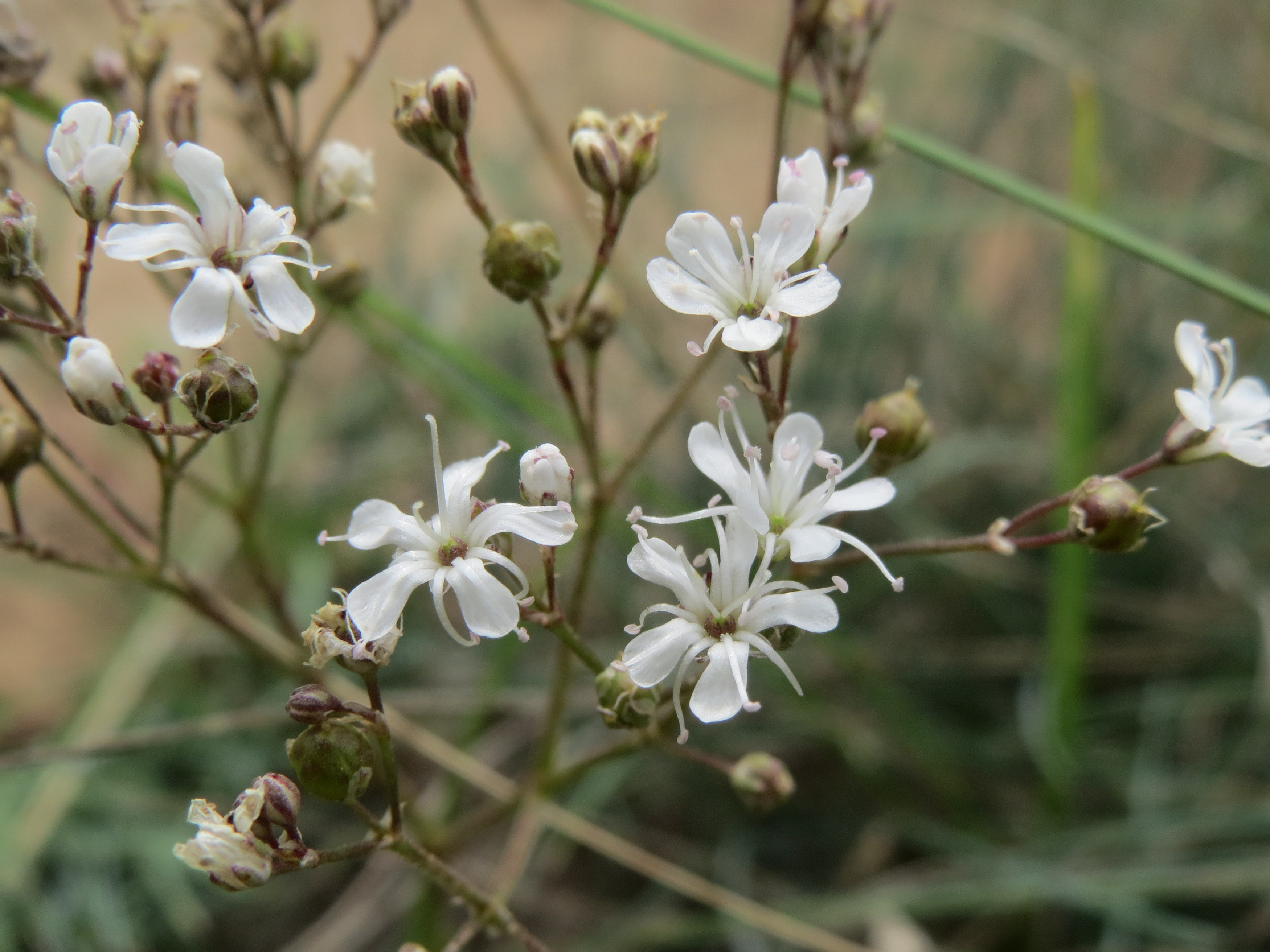
Büscheliges Gipskraut (Gypsophila fastigiata)

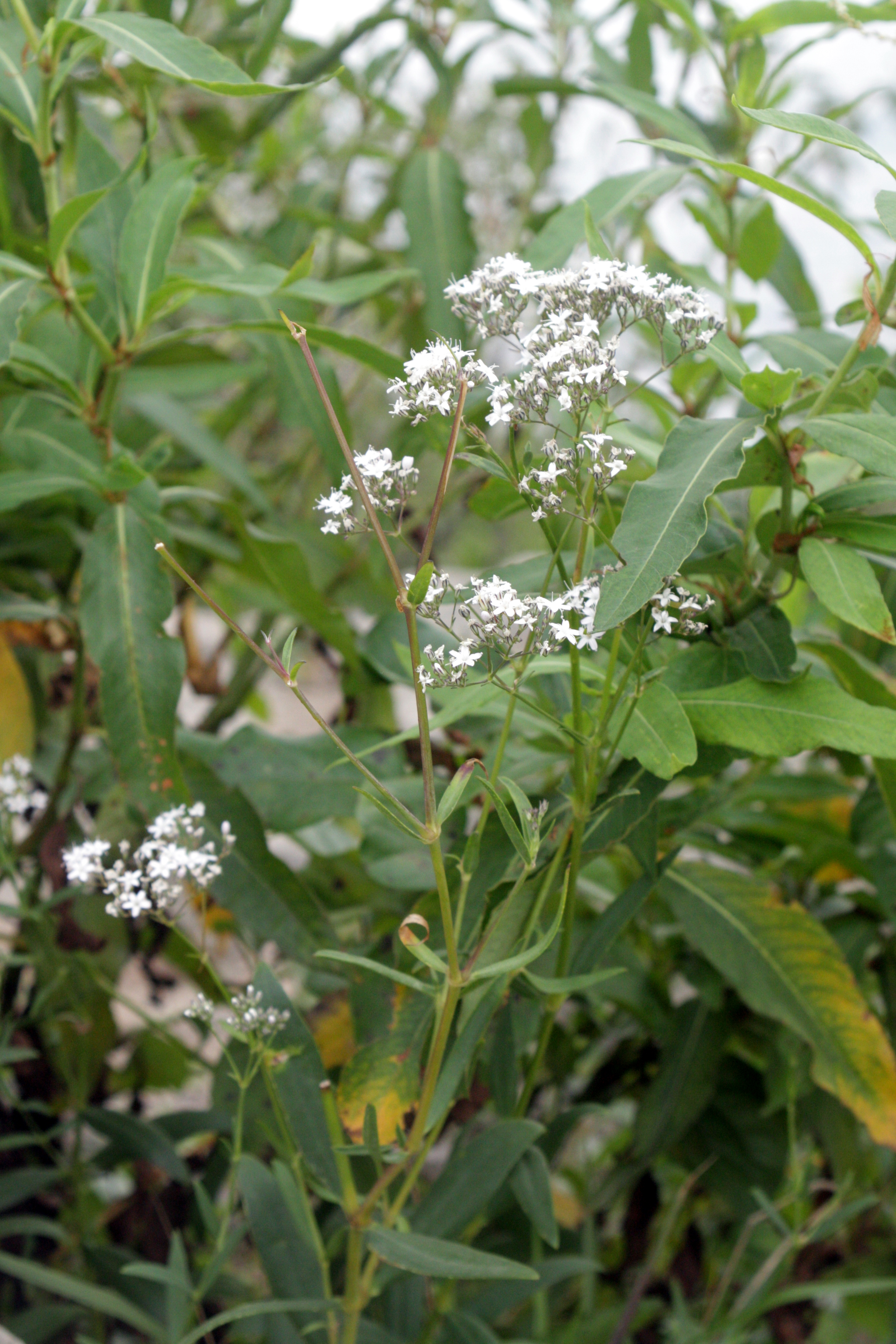
Gypsophila oldhamiana

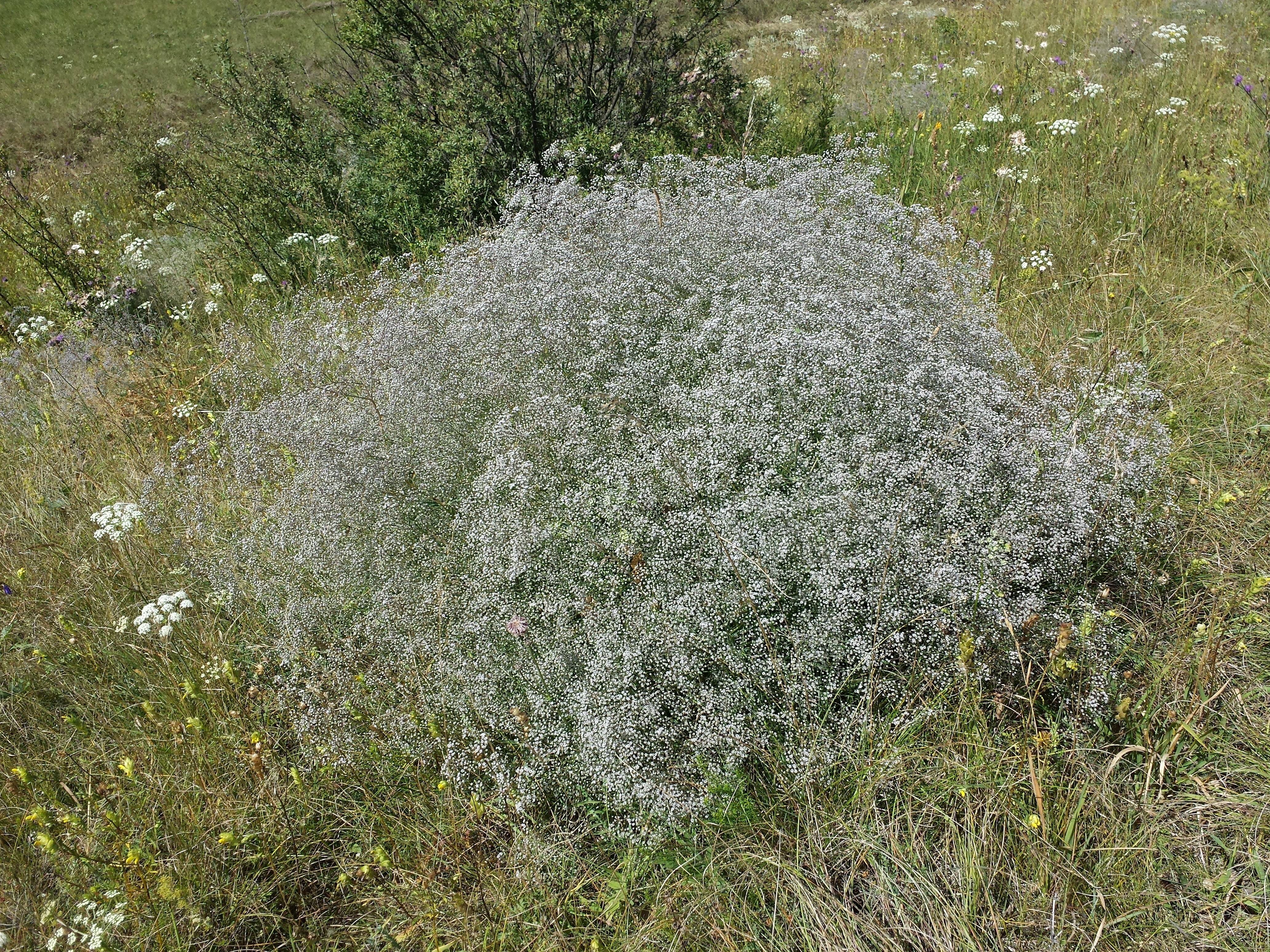
Rispiges Gipskraut (Gypsophila paniculata)

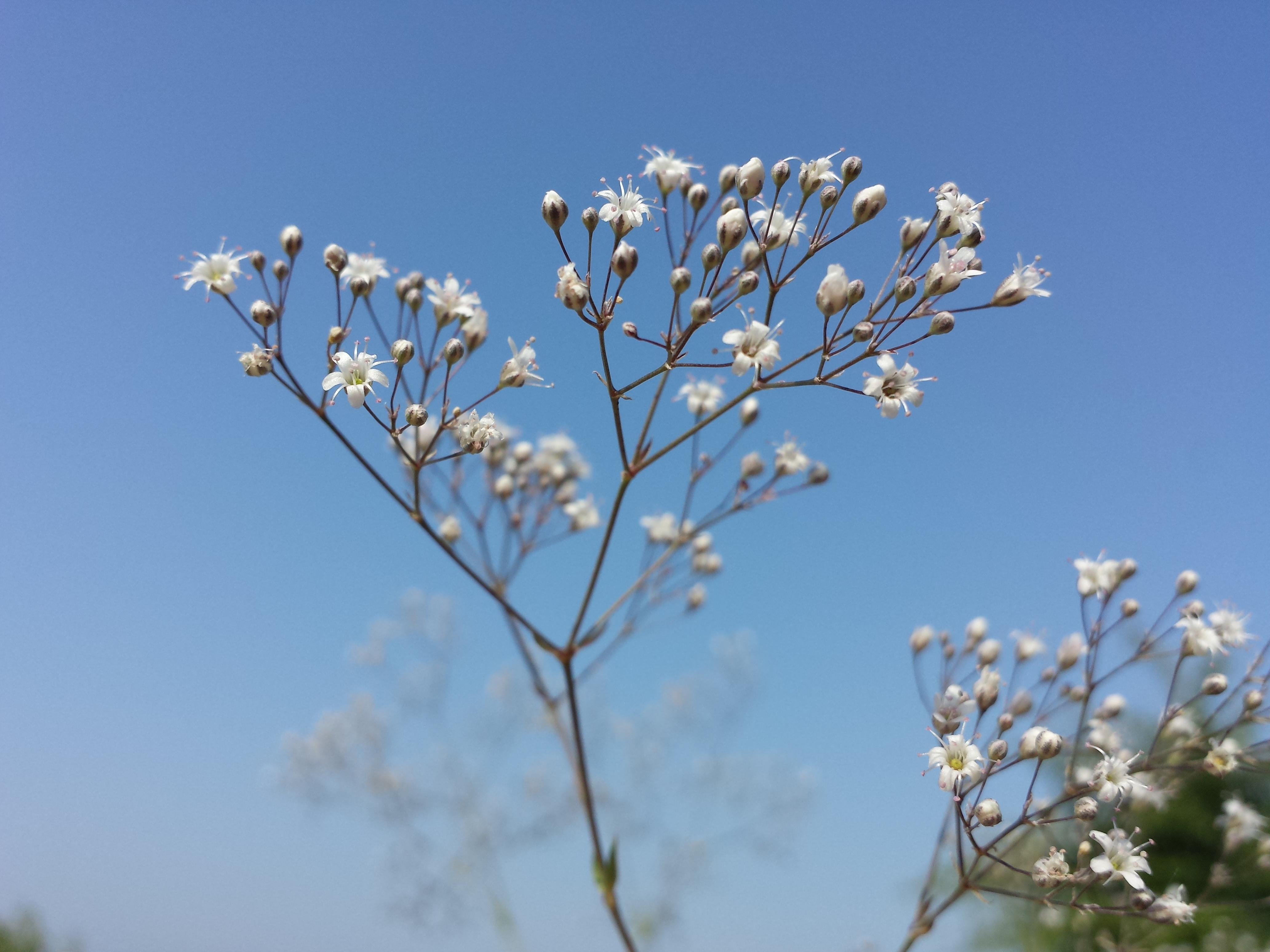
Rispiges Gipskraut (Gypsophila paniculata)

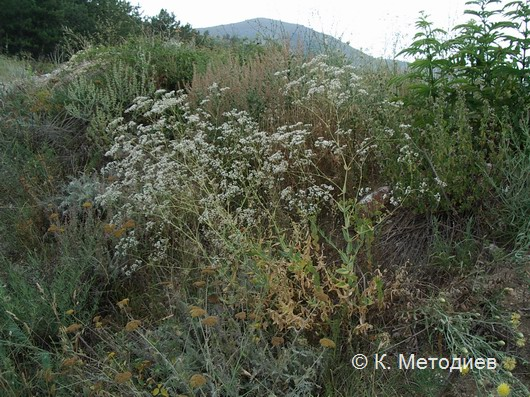
Gypsophila perfoliata

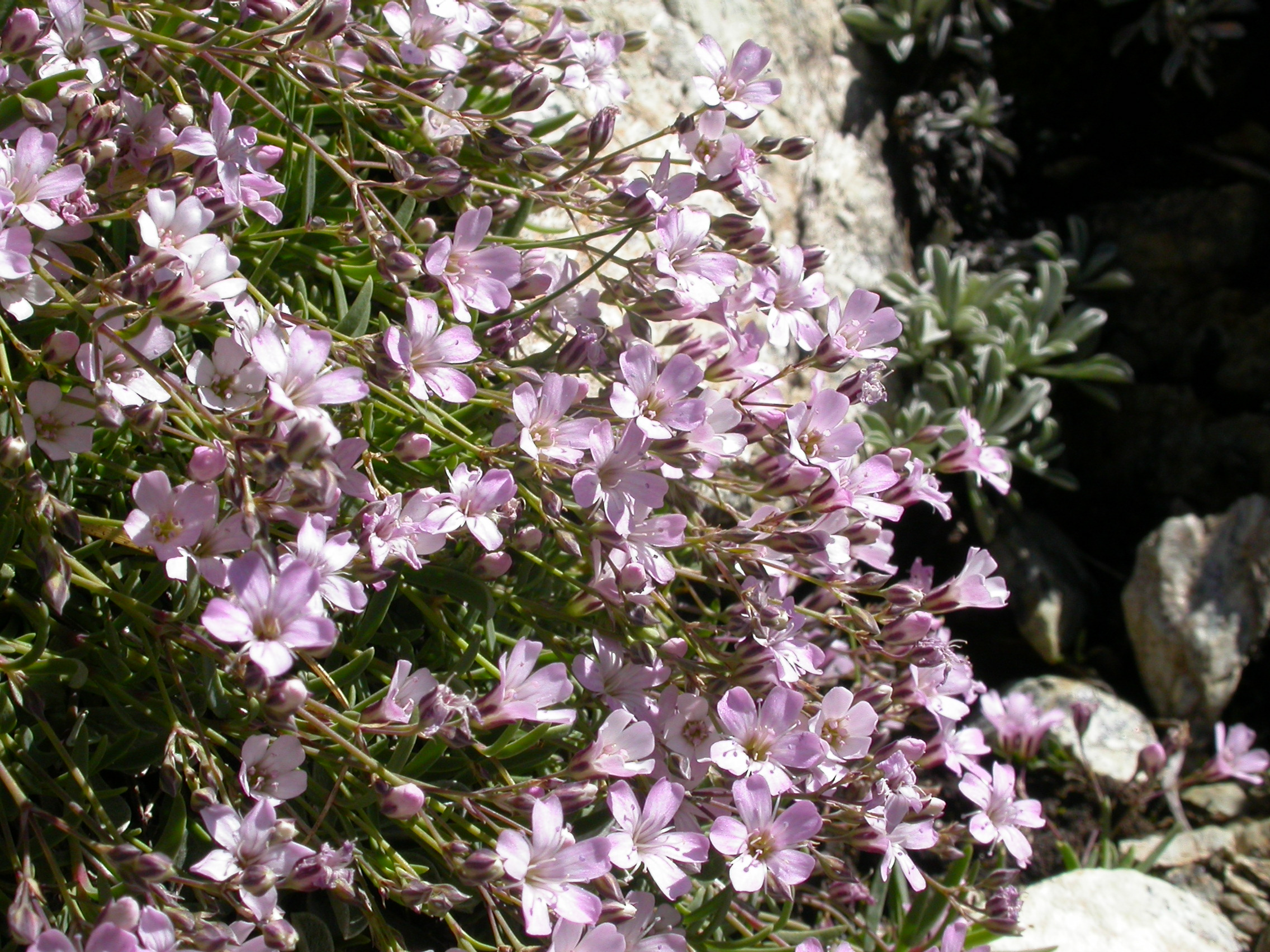
Kriechendes Gipskraut (Gypsophila repens)

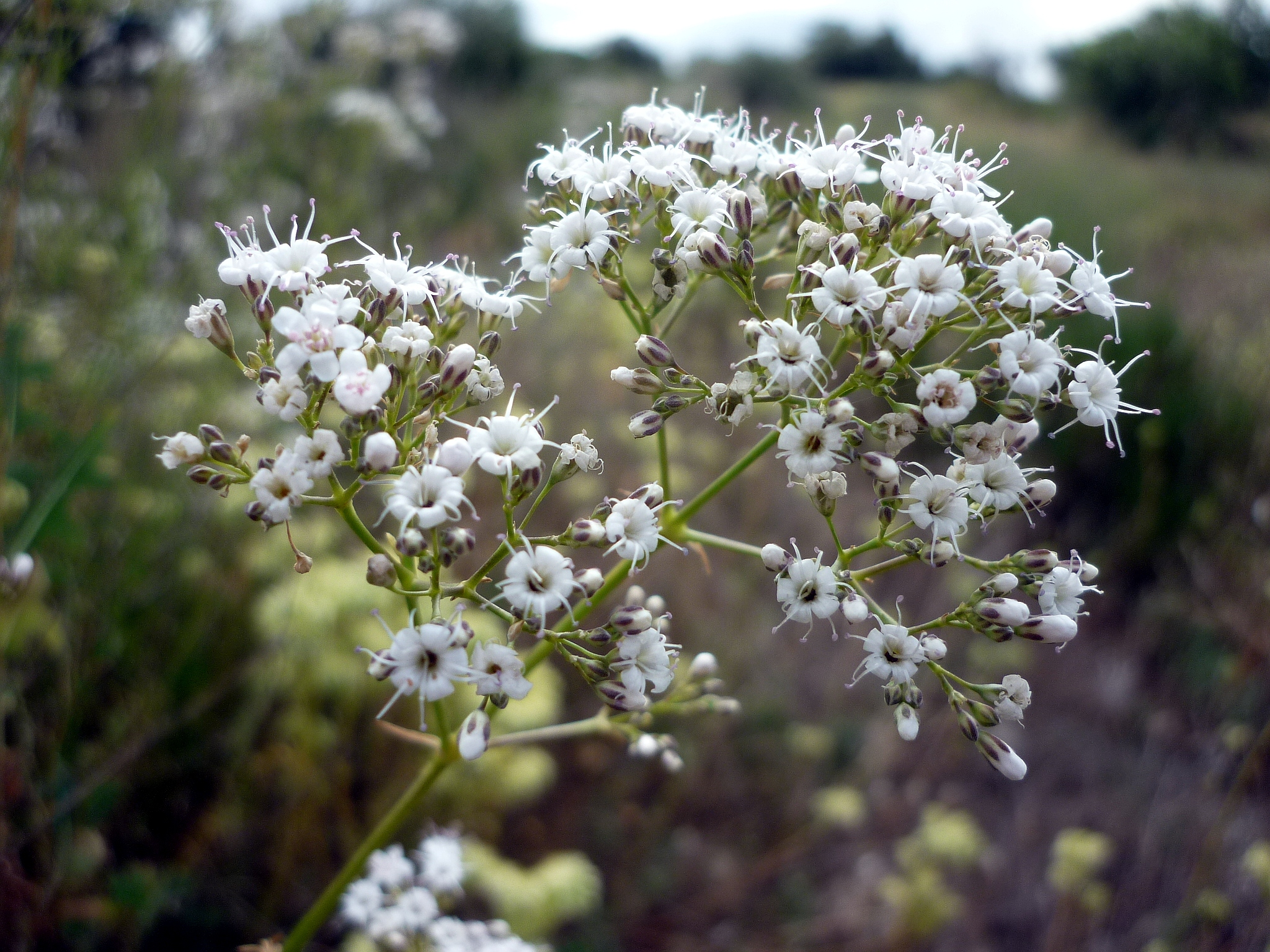
Blütenstand von Gypsophila struthium

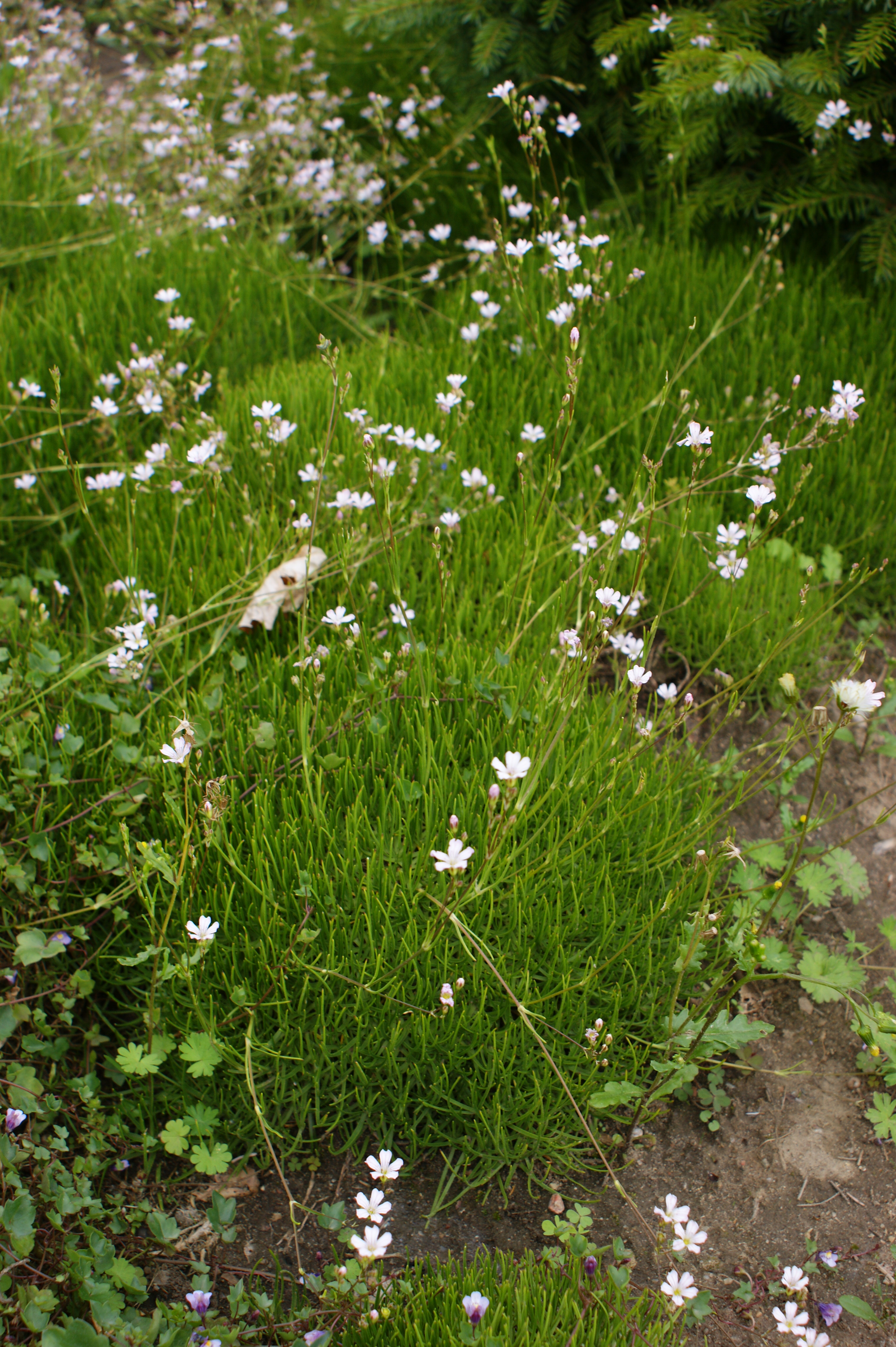
Gypsophila tenuifolia

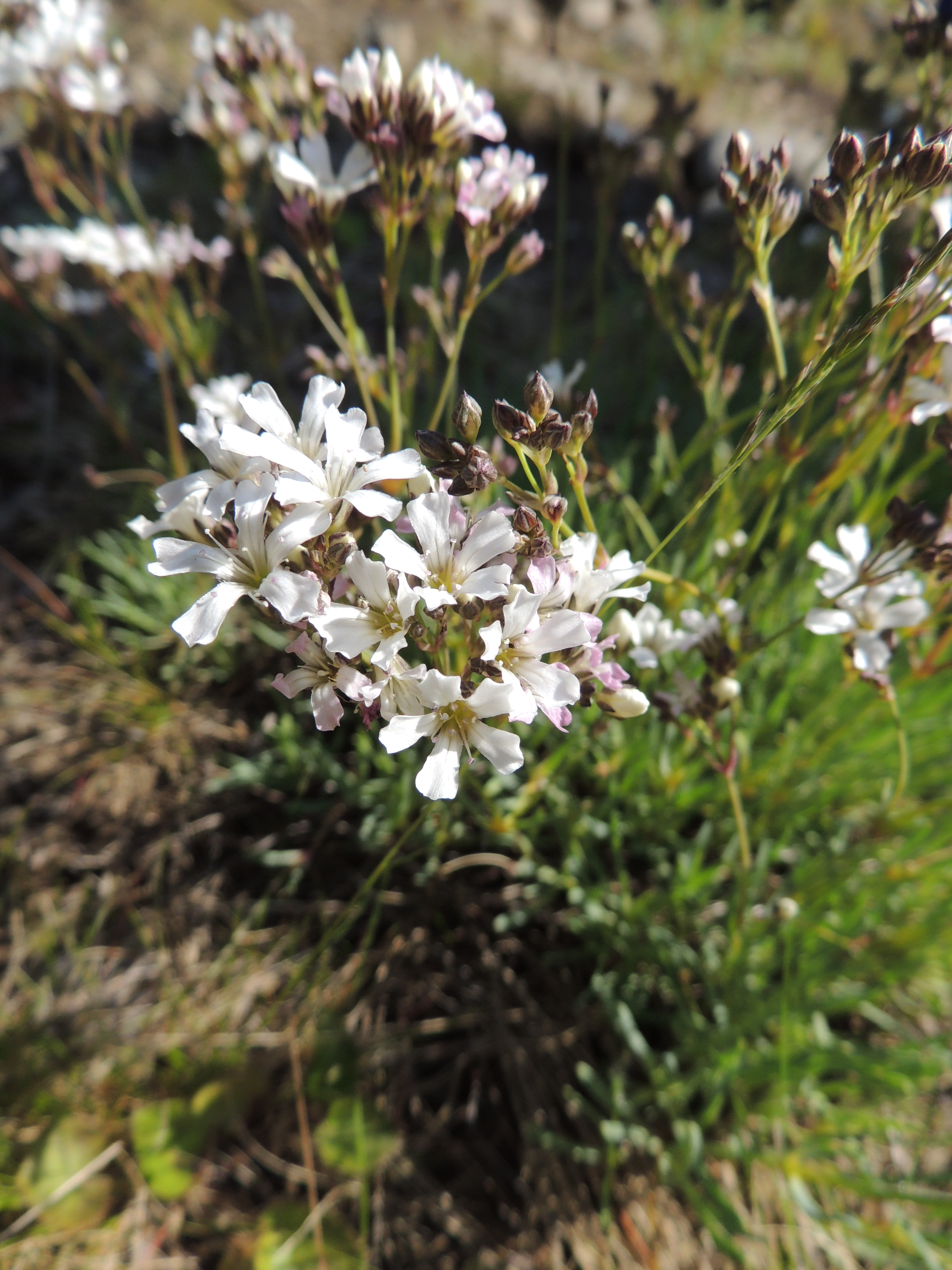
Gypsophila uralensis

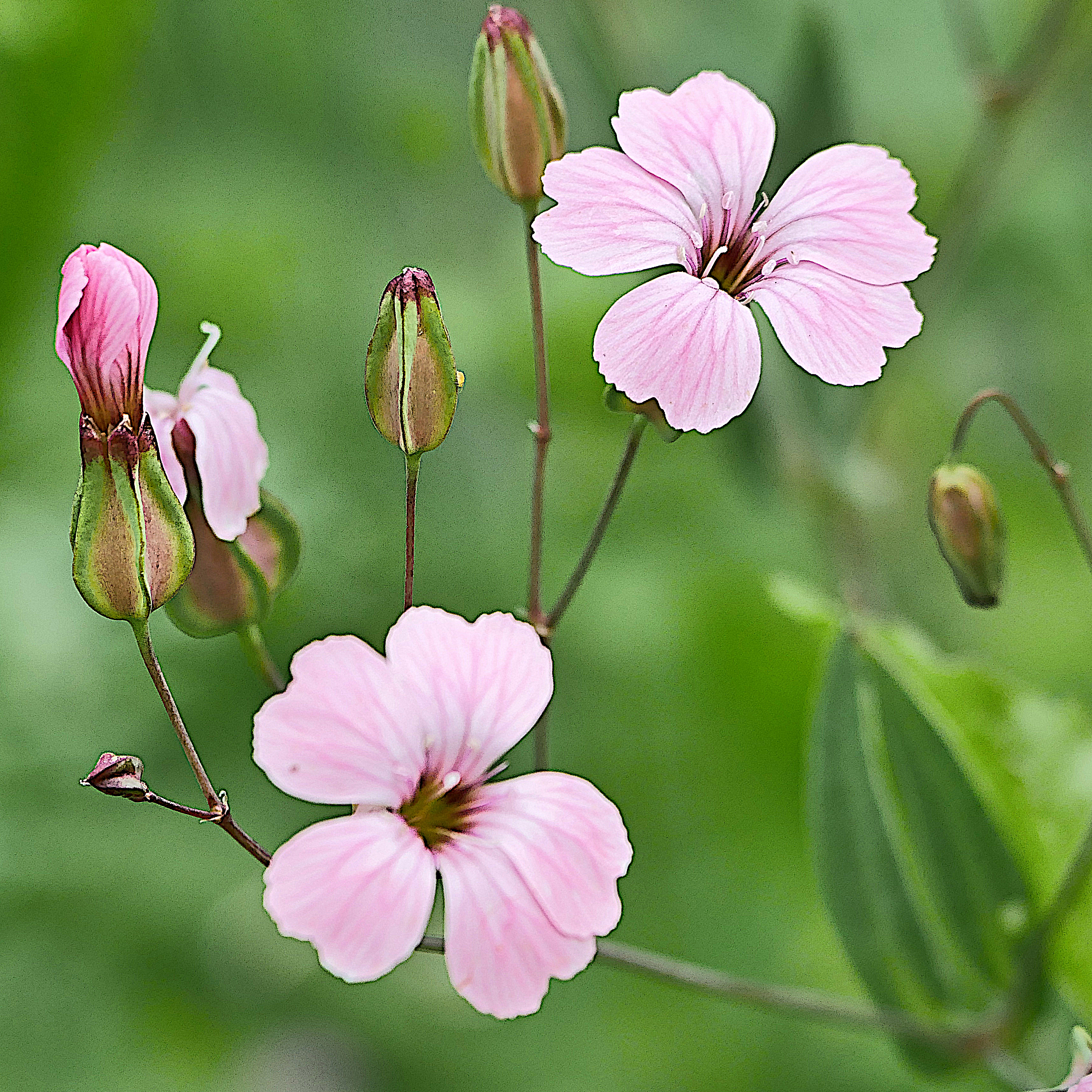
Kuhnelke (Gypsophila vaccaria)

## Systematik und Verbreitung
Die Gattung Gypsophila wurde 1753 durch Carl von Linné aufgestellt. Typusart ist Gypsophila repens L. Synonyme für Gypsophila L. sind: Acosmia Benth. ex G.Don, Ankyropetalum Fenzl, Arrostia Raf., Asophila Neck., Banffya Baumg., Bolbosaponaria Bondarenko, Dichoglottis Fisch. & C.A.Mey., Gypsophytum Ehrh., Hagenia Moench, Jordania Boiss., Lanaria Adans., Pseudosaponaria (F.N.Williams) Ikonn., Rokejeka Forssk., Vaccaria Wolf.
Das Hauptverbreitungsgebiet der Gypsophila-Arten liegt im östlichen Mittelmeerraum vor. Einige Arten findet man aber auch in den gemäßigten Gebieten Eurasiens, in Nord- und Südamerika sowie Australien, teilweise mit Status von Neophyten.
Die Gattung Gypsophila gehört zur Caryophylleae in der Unterfamilie Caryophylloideae innerhalb der Familie Caryophyllaceae. Beispielsweise Madhani et al. 2018 haben gezeigt, dass die meisten artenreichen Gattungen der Tribus Caryophylleae im bisherigen Umfang nicht monophyletisch sind. Der Umfang der Gattungen dieser Verwandtschaftsgruppe wird kontrovers diskutiert.
Es gibt etwa 150 Gypsophila-Arten (hier eine Auswahl):
- Gypsophila acantholimoides Bornm.: Sie kommt nur im westlichen Iran vor.
- Gypsophila acutifolia Steven ex Spreng. (Syn.: Gypsophila scariosifolia Parsa): Sie kommt im Nordkaukasus, Transkaukasien und in der westlichen Ukraine vor.[4]
- Gypsophila adenophora Boiss. & Buhse
- Gypsophila adenophylla Barkoudah: Sie kommt in der Türkei vor.[4]
- Gypsophila afghanica Kandemir & Ghaz.: Sie wurde 2012 erstbeschrieben und ist nur von zwei Aufsammlungen am Salangpass im afghanischen Hindukusch bekannt.[5]
- Gypsophila albida Schischk.: Dieser Endemit kommt nur in Transkaukasien vor.[4]
- Gypsophila altissima L.: Sie kommt im Kaukasusraum, in Sibirien, in Russland und in Xinjiang vor.[1]
- Gypsophila alvandica Falat., F.Ghahrem. & Assadi: Sie wurde 2015 aus dem Iran erstbeschrieben.
- Polster-Gipskraut (Gypsophila aretioides Boiss., Syn.: Gypsophila raddeana Regel): Es kommt in Transkaukasien, im Iran, in Armenien und Turkmenistan vor.[3]
- Gypsophila arrostii Guss.: Es gibt etwa zwei Unterarten:[4]
  - Gypsophila arrostii Boiss. subsp. arrostii (Syn.: Gypsophila pubescens (Guss.) G.Don): Sie kommt nur im südlichen Italien und in Sizilien vor.[4]
  - Gypsophila arrostii subsp. nebulosa (Boiss. & Heldr.) Greuter & Burdet (Syn.: Gypsophila nebulosa Boiss.): Dieser Endemit kommt nur in der südwestlichen Türkei vor.[4]
- Gypsophila arsusiana (Kotschy ex Boiss.) F.N.Williams (Syn.: Ankyropetalum arsusianum Kotschy ex Boiss.): Dieser Endemit kommt nur in Hatay in der südlichen Türkei vor.[2]
- Gypsophila aucheri Boiss.: Sie kommt in der östlichen-zentralen Türkei und im Gebiet von Syrien und Libanon vor.[4]
- Gypsophila aulieatensis B.Fedtsch.: Sie kam in Kasachstan vor und ist ausgestorben.
- Gypsophila australis (Schltdl.) A.Gray: Sie kommt in den australischen Bundesstaaten New South Wales, Victoria sowie Western Australia vor.
- Gypsophila baytopiorum Kit Tan: Sie kommt im asiatischen Teil der Türkei vor.[4]
- Gypsophila bazorganica Rech. f.
- Gypsophila bellidifolia Boiss. (Syn.: Gypsophila sojakii Rech. f.): Sie kommt in den Golfstaaten sowie Oman und vom südlichen Iran bis Pakistan vor.[6]
- Gypsophila bermejoi G.López: Dieser Endemit kommt nur im nördlichen bis zentralen Spanien vor.[4]
- Gypsophila bicolor (Freyn & Sint.) Grossh.: Sie kommt von der östlichen Türkei[4] über den Iran bis Zentralasien (Kasachstan, Transkaukasien, Turkmenistan, Usbekistan) und Afghanistan vor.
- Gypsophila bitlisensis Barkoudah: Dieser Endemit kommt in der östlichen Türkei vor.[4]
- Gypsophila brachypetala Trautv.: Dieser Endemit kommt in der nördlichen bis nordöstlichen Türkei vor.[4]
- Gypsophila briquetiana Schischk. (Syn.: Gypsophila rosea Barkoudah): Sie kommt im asiatischen Teil der Türkei vor.[4]
- Gypsophila bucharica B.Fedtsch. (Syn.: Saponaria bucharica Preobr. ex Popov): Dieser Endemit kommt nur in Tadschikistan vor.[2]
- Gypsophila capillaris (Forssk.) C.Chr.: Es gibt etwa zwei Unterarten:
  - Gypsophila capillaris (Forssk.) C.Chr. subsp. capillaris (Syn.: Gypsophila antari Post & Beauverd, Gypsophila rokejeka Delile): Sie kommt von der südöstlichen Türkei[4] bis zum östlichen Ägypten und zur nordöstlichen Arabischen Halbinsel vor.
  - Gypsophila capillaris subsp. confusa Zmarzty (Syn.: Gypsophila arabica Barkoudak, Gypsophila obconica Barkoudak): Sie kommt im Iran, in Irak, im Gebiet von Libanon-Syrien, in Palästina, Saudi-Arabien und auf der Sinai-Halbinsel vor.[4]
- Gypsophila capituliflora Rupr., (Syn.: Gypsophila dshungarica Czerniak., Gypsophila pamirica Preobr., Gypsophila semiglobosa Czerniak.): Sie kommt in Kasachstan, Kirgisistan, Tadschikistan, in der westlichen Mongolei, in der Inneren Mongolei und in China vor.[1]
- Gypsophila caricifolia Boiss.
- Gypsophila cephalotes (Schrenk) Williams (Syn.: Gypsophila planifolia H.J.P.Winkl., Gypsophila saligna Schrad., Gypsophila tianschanica Popov & Schischk.): Sie kommt in Afghanistan, Pakistan, Kasachstan, Kirgisistan, Tadschikistan, Usbekistan, im westlichen Sibirien (Altai, Tuwa), in der westlichen Mongolei und im nördlichen Xinjiang vor.[1]
- Gypsophila coelesyriaca (Boiss. & Hausskn.) F.N.Williams: Sie kommt im Iran, Irak, Gebiet von Libanon und Syrien, in Palästina und auf der Sinai-Halbinsel vor.[4]
- Gypsophila collina Steven ex Ser.: Sie kommt vom zentralen Rumänien bis zur südwestlichen Ukraine und zur Krim vor.[4]
- Gypsophila curvifolia Fenzl: Dieser Endemit kommt nur in der südlichen Türkei vor.[4]
- Gypsophila damascena Boiss.: Sie kommt im Gebiet von Syrien und dem Libanon vor.[4]
- Gypsophila davisii Barkoudah: Sie kommt in der Türkei vor.[4]
- Sommer-Schleierkraut[7] (Gypsophila elegans M.Bieb.): Es kommt in der Ukraine, im Kaukasusraum, im Iran und in der Türkei vor.[3]
- Gypsophila eriocalyx Boiss.: Sie kommt in der Türkei vor.[4]
- Büscheliges Gipskraut (Gypsophila fastigiata L., Syn.: Gypsophila belorossica Barkoudah): Es kommt in Nord-, Mittel- und Osteuropa vor.[3]
- Gypsophila festucifolia Hub.-Mor.: Sie kommt in der Türkei vor.[4]
- Gypsophila floribunda (Kar. & Kir.) Turcz. ex Ledeb. (Syn.: Saponaria floribunda (Kar. & Kir.) Boiss., Psammophiliella floribunda (Kar. & Kir.) Ikonn.)[6]
- Gypsophila germanicopolitana Hub.-Mor. & E.Simon: Sie kommt in der Türkei vor.[4]
- Gypsophila glandulosa (Boiss.) Walp.: Sie kommt in der Türkei vor.[4]
- Gypsophila glomerata Pall. ex Adams: Sie kommt von der Ukraine bis zum Kaukasusraum vor.[4]
- Gypsophila graminifolia Barkoudah: Sie kommt von der östlichen Türkei bis zum nordwestlichen Iran vor.[4]
- Gypsophila gypsophiloides (Fenzl)  Blakelock (Syn.: Ankyropetalum  gypsophiloides Fenzl)[2]
- Gypsophila hakkiarica Kit Tan: Sie kommt in der Türkei vor.[4]
- Gypsophila heteropoda Freyn: Sie kommt vom Kaukasusgebiet bis Westasien und Zentralasien vor.[4]
- Gypsophila hispida Boiss.: Sie kommt von der östlichen Türkei bis zum Kaukasusraum vor.[4]
- Gypsophila laricina Schreb.: Sie kommt von der zentralen und östlichen Türkei[4] bis zum nordwestlichen Iran vor.
- Gypsophila lepidioides Boiss.: Sie kommt in der Türkei vor.[4]
- Gypsophila leucochlaena Hub.-Mor.: Sie kommt in der Türkei vor.[4]
- Gypsophila libanotica Boiss.: Sie kommt in der Türkei, in Syrien und im Libanon vor.[7]
- Gypsophila lignosa Hemsl. & Lace: Sie kommt im nördlichen Afghanistan und in Pakistan vor.[6]
- Gypsophila linearifolia (Fisch. & C.A.Mey.) Boiss.: Sie kommt vom südöstlichen europäischen Russland[4] bis zum Iran vor.
- Gypsophila litwinowii Koso-Pol.: Sie kommt im europäischen Russland vor.[4]
- Gypsophila macedonica Vandas: Dieser Endemit kommt nur in Nordmazedonien vor.[4]
- Gypsophila makranica (Rech. f.) Ghaz. (Syn.: Saponaria makranica Rech. f.): Sie kommt in Pakistan und im südwestlichen Iran vor.[6]
- Gypsophila montserratii Fern. Casas: Sie kommt in Spanien vor.[4]
- Gypsophila nabelekii Schischk. (Syn.: Gypsophila lipskyi Schischk.): Sie kommt von der östlichen Türkei bis zum nordwestlichen Iran vor.[4]
- Zwerg-Gipskraut[7] (Gypsophila nana Bory & Chaub., Syn.: Gypsophila achaia Bornm.): Es kommt nur in den Gebirgen des zentralen bis südlichen Griechenlands und Kretas vor.[4]
- Gypsophila nodiflora (Boiss.) Barkoudah: Sie kommt in der Türkei vor.[4]
- Gypsophila oblanceolata Barkoudah: Sie kommt in der Türkei vor.[4]
- Gypsophila oldhamiana Miq.: Sie kommt in China und Korea vor.[3]
- Gypsophila oligosperma Krasnova: Sie kommt in der Ukraine vor.[4]
- Gypsophila olympica Boiss.: Sie kommt in der Türkei vor.[4]
- Mandschurisches Gipskraut[7] (Gypsophila pacifica Kom.): Es kommt von Russlands Fernem Osten bis Nordkorea vor.[1]
- Gypsophila pallasii Ikonn.: Sie kommt in Rumänien, Bulgarien, Griechenland, in der Ukraine und in der Türkei vor.[4]
- Gypsophila pallida Stapf: Sie kommt von der östlichen Türkei bis zum Iran vor.[4]
- Rispiges Gipskraut, Schleierkraut[7] (Gypsophila paniculata L.): Es ist in Eurasien weitverbreitet und ist fast weltweit ein Neophyt.[3]
- Gypsophila papillosa Porta: Sie kommt nur in Italien vor.[4]
- Gypsophila parva Barkoudah: Sie kommt in der Türkei vor.[4]
- Gypsophila patrinii Ser.: Sie kommt in China, in der nördlichen Mongolei, in Sibirien und in Kasachstan vor.[1]
- Durchwachsenblättriges Gipskraut[7] (Gypsophila perfoliata L.): Es ist von Osteuropa über West- bis Zentralasien verbreitet.[3][1]
- Gypsophila petraea (Baumg.) Rchb. non Gypsophila petraea (Bunge) Fenzl: Sie kommt in Rumänien (nur in den östlichen sowie südlichen Karpaten) und in Bulgarien vor.[4]
- Gypsophila peshmenii Güner: Sie kommt in der Türkei vor.[4]
- Gypsophila pilosa Huds.: Sie kommt in Südwestasien von der Türkei bis Pakistan vor.[6]
- Gypsophila pilulifera Boiss. & Heldr.: Sie kommt in der Türkei vor.[4]
- Gypsophila pinifolia Boiss. & Hausskn.: Sie kommt in der Türkei vor.[4]
- Gypsophila polyclada Fenzl ex Boiss.
- Gypsophila reuteri (Boiss. & Hausskn.) F.N.Williams (Syn.: Ankyropetalum reuteri Boiss. & Hausskn.)[2]
- Kriechendes Gipskraut[7] (Gypsophila repens L.): Es kommt in Spanien, Frankreich, Italien, Slowenien, in der Schweiz, Österreich, in Deutschland, Polen und in der Slowakei vor.[3]
- Gypsophila robusta Grossh.: Sie kommt im Kaukasusraum vor.[4]
- Gypsophila ruscifolia Boiss.: Sie kommt von der östlichen Türkei bis zum westlichen Iran vor.[4]
- Schwarzwurzel-Gipskraut[7] (Gypsophila scorzonerifolia Ser.): Es kommt in Osteuropa und im Kaukasusraum vor.[3]
- Gypsophila sedifolia Kurz.: Sie kommt im westlichen Tibet und im nördlichen Pakistan vor.[6]
- Gypsophila serpylloides Boiss. & Heldr.: Sie kommt in der Türkei vor.[4]
- Gypsophila silenoides Rupr.: Sie kommt von der nordöstlichen Türkei bis zum Kaukasusraum vor.[4]
- Gypsophila simonii Hub.-Mor.: Sie kommt in der Türkei vor.[4]
- Gypsophila simulatrix Bornm. & Woronow: Sie kommt in der Türkei vor.[4]
- Gypsophila spergulifolia Griseb.: Sie kommt in Albanien und im früheren Jugoslawien vor.[4]
- Gypsophila spinosa D.Q.Lu: Dieser Endemit gedeiht in Höhenlagen von 500 bis 900 Metern nur im Altai im nördlichen Xinjiang.[1]
- Gypsophila steupii Schischk.: Sie kommt im westlichen Kaukasusraum vor.[4]
- Gypsophila stevenii Fisch. ex Schrank: Sie kommt nur in Aserbaidschan vor.[4]
- Gypsophila struthium Loefl.: Sie kommt in Spanien vor.[4]
- Gypsophila syriaca Schischk.: Sie kommt in der Türkei vor.[4]
- Gypsophila szovitsii Fenzl: Sie kommt im Kaukasusraum vor.[4]
- Gypsophila takhtadzhanii Schischk.: Sie kommt im Kaukasusraum vor.[4]
- Gypsophila tenuifolia M.Bieb.: Sie kommt in Armenien und in der Türkei vor.[4]
- Gypsophila tschiliensis J.Krause: Sie gedeiht in Höhenlagen von 2000 bis 3000 Metern nur in der chinesischen Provinz Hebei.[1]
- Gypsophila thyraica Krasnova: Sie kommt in der Ukraine vor.[4]
- Gypsophila tomentosa L.: Sie kommt in Spanien vor.[4]
- Gypsophila torulensis Koç: Sie wurde 2013 aus der Türkei erstbeschrieben.[8]
- Gypsophila tuberculosa Hub.-Mor.: Sie kommt in der Türkei vor.[4]
- Gypsophila tubulosa (Jaub. & Spach) Boiss.: Sie kommt in der Türkei vor.[4]
- Gypsophila uralensis Less.: Sie kommt im europäischen Russland[4] und im westlichen Sibirien vor.
- Kuhnelke (Gypsophila vaccaria (L.) Sm.) (Syn.: Lychnis vaccaria (L.) Scop.), Vaccaria vulgaris Host, Silene vaccaria (L.) E.H.L.Krause, Saponaria hispanica Mill., Vaccaria hispanica (Mill.) Rauschert, Saponaria segetalis Neck., Vaccaria pyramidata Medik., Saponaria perfoliata Roxb. ex Willd., Vaccaria  perfoliata (Roxb. ex Willd.) Sweet, Vaccaria oxyodonta Boiss., Saponaria oxyodonta (Boiss.) Boiss., Saponaria liniflora Boiss. & Hausskn., Vaccaria brachycalyx Pau[2]
- Gypsophila venusta Fenzl: Sie kommt in der Türkei und im Gebiet von Syrien und Libanon vor.[4]
- Gypsophila virgata Boiss.: Sie kommt von der östlichen Türkei bis zum westlichen Iran vor.[4]
- Gypsophila viscosa Murray: Sie kommt in der Türkei, im Gebiet von Syrien und Libanon, im Gebiet von Israel und Jordanien und auf der Sinaihalbinsel vor.[4]
- Gypsophila visianii Bég.: Sie kommt im Gebiet des früheren Jugoslawien vor.[4]
- Gypsophila yusufeliensis Budak: Sie wurde 2012 aus der Türkei erstbeschrieben.[9]

Nach Madhani et al. 2018 nicht mehr zu dieser Gattung werden gerechnet, beispielsweise die Arten der Gattung Acanthophyllum C.A.Mey., Heterochroa Bunge, Petrorhagia (Ser.) Link, Psammophiliella Ikonn. und den neu aufgestellten Gattungen Bolanthus Madhani & Zarre sowie Petroana Madhani & Zarre:
- Gypsophila confertifolia Hub.-Mor. → Bolanthus confertifolius (Hub.-Mor.) Madhani & Heubl: Sie kommt auf Rhodos und in der südwestlichen Türkei vor.[2]
- Mauer-Gipskraut, Acker-Gipskraut (Gypsophila agrestis Pers., Gypsophila arvensis Borkh. ex Steud., Gypsophila muralis L., Gypsophila purpurea Gilib., Gypsophila serotina Hayne, Gypsophila stepposa Klokov) → Psammophiliella muralis (L.) Ikonn.:[2] Es ist in Eurasien weitverbreitet und ist in Nordamerika ein Neophyt.[3]
- Himalaja-Schleierkraut[7] (Gypsophila cerastioides D.Don): Es kommt im Himalaja (Kaschmir, nordwestlichen Indien, Nepal, Sikkim, Bhutan), in Bangladesch, im nördlichen Pakistan und im südlichen Tibet vor.[3][6][1] → Acanthophyllum cerastioides (D.Don) Madhani & Zarre[2]
- Gypsophila alsinoides Bunge → Stellaria blatteri Mattf.: Sie kommt im Iran, in Zentralasien (Afghanistan, Kasachstan, Kirgisistan, Tadschikistan, Turkmenistan, Usbekistan) und im nordwestlichen sowie westlichen Pakistan vor.[6]

Naturhybriden:
- Gypsophila ×digenea Borbás: diese Naturhybride aus Gypsophila fastigiata × Gypsophila paniculata kommt nur in Ungarn vor.
- Gypsophila ×moldavica Pînzaru: 2022 wurde diese Naturhybride aus Gypsophila collina × Gypsophila glomerata durch P. Pînzaru in J. Pl. Developm., Volume 29, S. 182 erstbeschrieben und sie kommt in der Ukraine vor.

## Nutzung
Zwei Gipskraut-Arten (Gypsophila paniculata und Gypsophila elegans) verwendet man als Zierpflanzen für Steingärten.
Die unterirdischen Pflanzenteile verschiedener Gipskraut-Arten, beispielsweise Gypsophila struthium, enthalten (wie Saponaria officinalis) reichlich Saponine, die früher in Arzneimitteln sowie als Feinwaschmittel, speziell für Wolle, verwendet wurden.
Das Schleierkraut (Gypsophila paniculata) wurde ebenfalls medizinisch verwendet (Auszüge sind auswurffördernd und harntreibend).